# Hadí spirála
Hadí spirála (1961, The Serpent's Coil) je dobrodružný příběh pro mládež s námořní tematikou, který napsal anglicky píšící kanadský spisovatel Farley Mowat s úmyslem oslavit statečnost a houževnatost námořníků z Nového Foundlandu.

## Obsah knihy
Kniha byla napsán na podkladě skutečných událostí a zachycuje snahu o záchranu anglické obchodní lodi Leicester, která je v září roku 1948 na své cestě z Londýna do New Yorku poškozena orkánem nazývaným zde Hadí spirála. Poškození lodi je tak vážné, že se posádka vedená kapitánem Lawsonem snaží loď opustit. Pro velké naklonění paluby (až šedesát stupňů) však námořníci nemohou spustit čluny, a kdyby jim nepřipluly na pomoc dvě jiné lodě, jistě by celá posádka zahynula. Všichni jsou následně přesvědčení, že se Leicester brzy potopí.
Loď se však nepotopí a záchranné remorkéry Josefina a Lilliana z Nového Foundlandu jí vyplují na pomoc. Po dlouhém pátrání loď najdou a po mnoha nesnázích včetně dalšího orkánu, který nakonec zle poškodí i Josefínu, se jejich posádkám podaří s vypětím všech sil Leicester zachránit a odvléct jej do bezpečí v Nesport News a odtud do doků v Baltimore, kde byl opraven. V době napsání knihy byl Leicester ještě v provozu.

## Česká vydání
- Hadi spirála, SNDK, Praha 1968, přeložil Jan Langer.